# Trischalis convoluta
Trischalis convoluta là một loài bướm đêm thuộc phân họ Arctiinae, họ Erebidae.